# Epilobium porphyrium
Epilobium porphyrium är en dunörtsväxtart som beskrevs av George Simpson. Epilobium porphyrium ingår i släktet dunörter, och familjen dunörtsväxter. Inga underarter finns listade i Catalogue of Life.